# 基泰湖

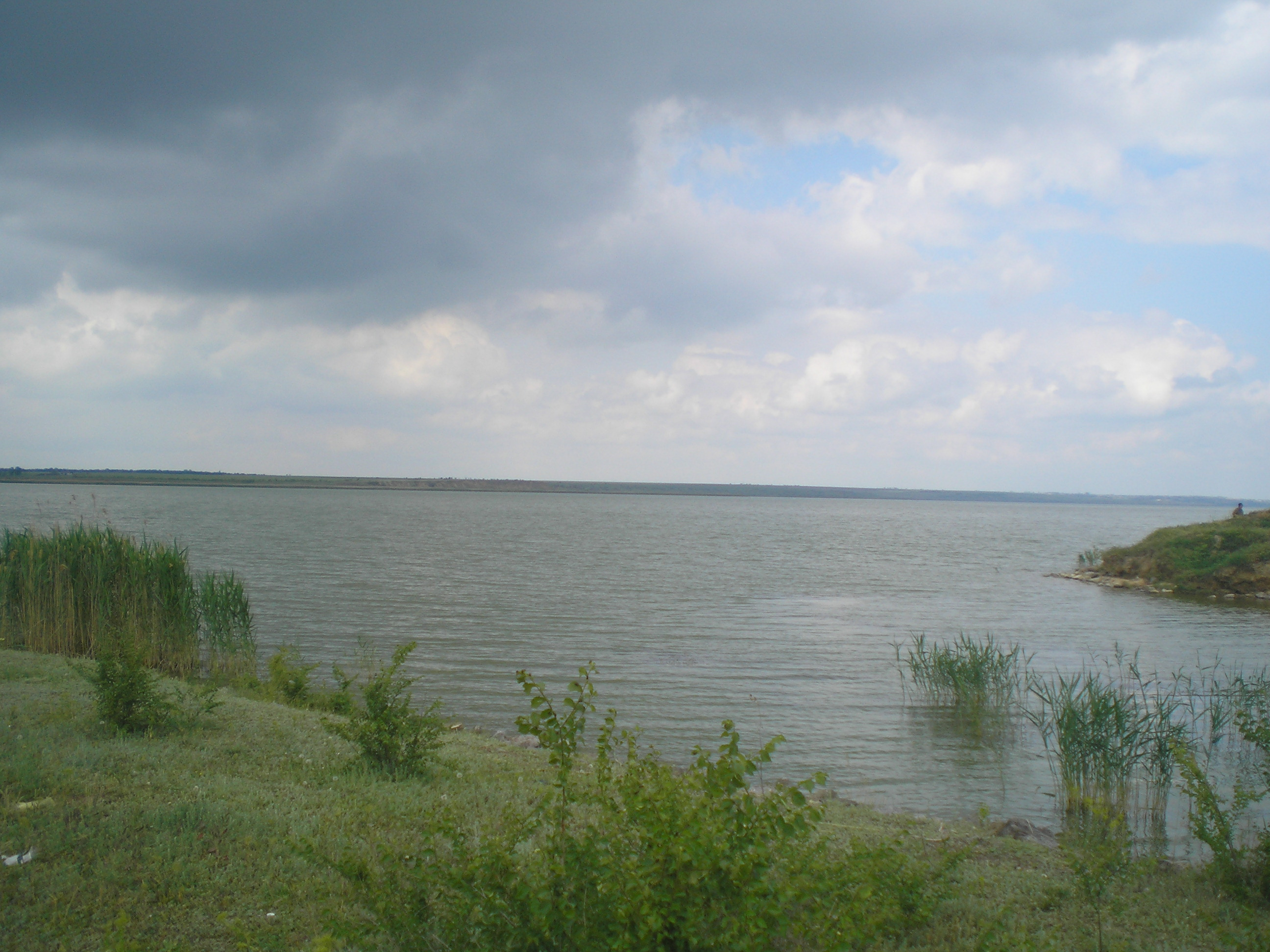

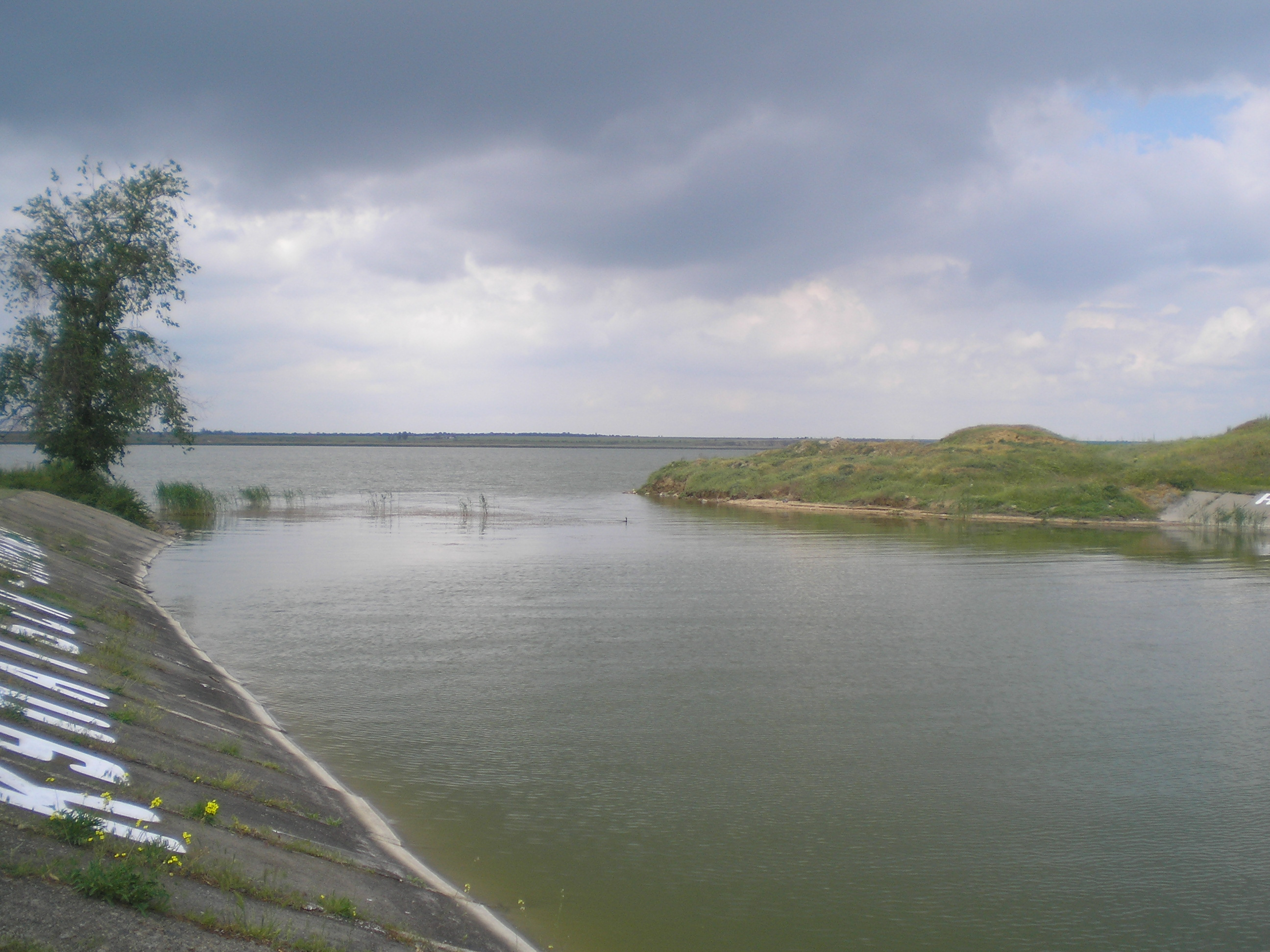

基泰湖（羅馬化：Kytai，直译：“中國”）是烏克蘭的湖泊，位於該國西南部敖德薩州，處於多瑙河下游，長24公里、寬3.5公里，面積60平方公里，海拔高度1米，最大水深5米。
45°36′57″N 29°12′21″E / 45.61583°N 29.20583°E